# Operacja Północ
Operacja Północ (ros. Операция «Север») – kryptonim operacji przeprowadzonej przez Ministerstwo Bezpieczeństwa Państwowego ZSRR (MGB, późniejsze KGB), dotyczącej masowych deportacji na Syberię Świadków Jehowy oraz członków ich rodzin mieszkających na terenie ZSRR, która rozpoczęła się w nocy 1 kwietnia 1951 roku. Liczba deportowanych w trakcie tej operacji wyniosła 9793 osoby z sześciu republik radzieckich. Operacja miała przeciwdziałać liczebnemu wzrostowi Świadków Jehowy na terenie Związku Radzieckiego, a osoby zesłane miały nigdy nie powrócić z Syberii. Deportowani zostali zesłani do 54 łagrów na terenie Związku Radzieckiego.
Operacja Północ stała się najbardziej masową deportacją ludności cywilnej przez sowiecki reżim totalitarny z powodu prześladowań religijnych.

## Tło
Na terenach zajmowanych przez późniejszy ZSRR Świadkowie Jehowy rozpoczęli działalność na początku XX wieku. Do 1939 roku w Związku Radzieckim było niewielu Świadków Jehowy, przez co władze się nimi nie interesowały. Sytuacja zmieniła się od momentu aneksji państw nadbałtyckich, zachodniej Białorusi, zachodniej Ukrainy, Besarabii i północnej Bukowiny. Już w 1940 roku, za zachowanie neutralności, wywieziono członków wyznania z ZSRR w głąb Rosji do obozów pracy. Cztery lata później kolejne setki Świadków Jehowy zesłano do łagrów i więzień na terenie całej Rosji. W roku 1945 w głąb Rosji wywieziono również ukraińskich głosicieli, działających przedtem na wschodzie Polski. Ogółem w latach 1940–1945 wywieziono ponad 1000 Świadków Jehowy. Kolejna zsyłka ponad 4800 Świadków Jehowy z Mołdawskiej SRR miała miejsce 6 lipca 1949 roku. W latach 1947–1950 aresztowano 1048 Świadków Jehowy i ich sympatyków.
Ponieważ w wyniku wojny na terenie ZSRR znalazły się setki Świadków Jehowy mieszkających na ziemiach zajętych przez ZSRR, w 1946 roku zanotowano około 1600 głosicieli na terenie całego państwa. Pod koniec lat 40. liczba Świadków znacznie przekroczyła już 8000. Większość głosicieli zamieszkiwała głównie w Mołdawskiej SRR i Ukraińskiej SRR. W 1947 roku aresztowano 313 Świadków Jehowy, a trzech zostało zastrzelonych. Ponad 200 było torturowanych i zostało osadzonych w łagrach.
W sierpniu 1948 na terenie Estońskiej SRR aresztowano i uwięziono pięć osób kierujących działalnością wyznania na terenie tej republiki. W 1949 roku władze ZSRR ponownie odmówiły rejestracji tego wyznania bez podania listy wszystkich Świadków Jehowy mieszkających na terenie całego ZSRR. Świadkowie Jehowy narazili się sowieckiej władzy, głównie z powodu odmowy służby wojskowej i braku zaangażowania w proradziecką działalność polityczną. Ich wierzenia zostały wkrótce uznane za antyradzieckie, a Świadków zakwalifikowano jako potencjalne zagrożenie dla reżimu komunistycznego. W 1950 roku aresztowano 221 Świadków Jehowy.
W listopadzie 1950 roku Wiktor Abakumow przedstawił Stalinowi pomysł deportacji Świadków Jehowy. Stalin zaproponował czas deportacji na Syberię na marzec-kwiecień 1951 roku.
W dniu 19 lutego 1951 Abakumow wystosował tajne pismo do Stalina, omawiające szczegółowy plan deportacji Świadków Jehowy do obwodów tomskiego i irkuckiego, a Stalin ten plan zatwierdził. Deportowani mogli wziąć maksymalnie 150 kg bagaży, wszystko pozostałe, w tym nieruchomości, miało być skonfiskowane w celu pokrycia zobowiązań deportowanych wobec państwa. Abakumow przedstawił planowaną liczbę deportowanych. Łączna planowana liczba deportowanych miała wynieść 8576 osób (3048 rodzin), w tym z:
- Ukraińskiej SRR – 6140 osób (2020 rodzin);
- Białoruskiej SRR – 394 osoby (153 rodziny);
- Mołdawskiej SRR – 1675 osób (670 rodzin);
- Łotewskiej SRR – 52 osoby (27 rodzin);
- Litewskiej SRR – 76 osób (48 rodzin);
- Estońskiej SRR – 250 osób (130 rodzin).

W dniu 3 marca 1951 roku Rada Ministrów ZSRR wydała odpowiedni dekret (Nr 667 339ss), a następnie polecenie Ministerstwu Bezpieczeństwa Państwowego (nr 00193) z dnia 5 marca 1951. W dniu 24 marca tego samego roku Rada Ministrów Mołdawskiej SRR wydała dekret w sprawie konfiskaty i sprzedaży mienia deportowanych. Według oficjalnych wytycznych każdemu deportowanemu urzędnicy uczestniczący przy deportacji mieli dać dostatecznie dużo czasu na spakowanie swoich rzeczy osobistych, a wagony miały być „dobrze przystosowane do transportu ludzi”.
Zgodnie z przyjętym planem, we wszystkich sześciu republikach ZSRR deportacja miała nastąpić w jeden dzień – w niedzielę 1 kwietnia 1951 roku.

## Przebieg Operacji Północ
Jeszcze przed świtem 1 kwietnia 1951 roku uzbrojone grupy z psami wkroczyły do osad na terenie republik radzieckich Białorusi, Mołdawii, Estonii, Łotwie i Litwie, ale nie na Ukrainie.
Z nieznanych powodów operacja Północ na Ukrainie została odroczona o tydzień. Odbyła się nocą kolejnej niedzieli 8 kwietnia 1951 roku. Podobna akcja miała miejsce w setkach ukraińskich wiosek i kilku miastach. W archiwach nie odnaleziono jeszcze dokumentów wyjaśniających, dlaczego pierwotny plan został opóźniony na terenie Ukraińskiej SRR. Niektóre źródła wspominają o 31 marca, ponieważ grupy zadaniowe zostały zebrane wieczorem tego dnia, ale zaczęły atakować domy Świadków Jehowy dopiero po północy, już 1 kwietnia.
W Ukraińskiej SRR operacja Północ miała miejsce w 370 osadach. W 1949 roku Minister Bezpieczeństwa Państwowego Ukraińskiej SRR przesłał do Moskwy raport o liczbie 8149 zidentyfikowanych Świadków Jehowy. Ustalono, że Świadkowie Jehowy mieszkali w 10 rejonach obwodu lwowskiego, 24 rejonach obwodu stanisławowskiego, 19 rejonach obwodu tarnopolskiego, 17 rejonach obwodu drohobyckiego, 6 rejonach obwodu wołyńskiego, 8 rejonach obwodu rówieńskiego, 5 rejonach obwodu czerniowieckiego i w 11 obwodach Zakarpacia. Wiadomo, że akcja odbyła się w ośrodkach regionalnych, np. 10 rodzin zostało wysiedlonych z Tarnopola, a także ze Lwowa i miasta Iwano-Frankowsk. Według szacunkowych danych jedna trzecia wywiezionych z USRR pochodziła z Wołynia.
W Mołdawskiej SRR operacja miała miejsce w 92 osadach.
W Estońskiej SRR w środku nocy obudzono 282 Świadków Jehowy w 19 miejscowościach, w tym 21 w Tallinie. Hiisi Lember wspominała wydarzenia z 1 kwietnia 1951 roku: „Ni z tego, ni z owego przyszli w środku nocy i powiedzieli: «Macie pół godziny na spakowanie swoich rzeczy!»”. W ciemnościach przetransportowano ją razem z sześcioletnią córeczką na dworzec. Skrzypiący pociąg toczył się od stacji do stacji i zabierał kolejnych Świadków. „Załadowano nas do bydlęcego wagonu. Dobrze, że zwierzęce odchody były zamarznięte, bo nie wiem, jak byśmy w nich stali. Upchano nas jak zwierzęta”.
W Łotewskiej SRR objęła 7 miejscowości, w tym Rygę, skąd deportowano 8 osób. Ponad połowa zesłanych z tej republiki, 26 osób, mieszkała w Windawie.
Nie ustalono jeszcze liczby miejscowości na terenie Litewskiej SRR i Białoruskiej SRR.
Operacja Północ rozpoczęła się o godzinie 4 nad ranem w nocy w niedzielę 1 kwietnia 1951, a trwała około miesiąca. Deportowani zostali sklasyfikowani jako osadnicy specjalni. W środku nocy do domów Świadków Jehowy wpadało przeciętnie po 4 żołnierzy i 4 urzędników. Budzili mieszkańców i pokazywali im nakaz deportacji. Zaraz po wtargnięciu do domów Świadkowie Jehowy byli informowani o możliwości uniknięcia zsyłki, jeśli zgodzą się podpisać przygotowane oświadczenie, iż wyrzekają się swych przekonań religijnych, uważają je za błędne i są gotowi do dalszej współpracy z władzami. Jednak Świadkowie Jehowy na to nie przystawali. Dawano im zaledwie od pół godziny do 2 godzin na spakowanie, po czym transportowano ich do pociągów. Wykorzystywano do tego ciężarówki i wozy konne. Na przykład w Mołdawskiej SRR przydzielono 415 pojazdów. Ze względu na tajemnicę, ciężarówki zostały rzekomo przydzielone do prac rolniczych, a przedział oddziałów wojskowych rzekomo na budowę państwowych linii komunikacyjnych. W Ukraińskiej SRR do operacji przeznaczono 2640 pojazdów i wzięło w niej udział około 20 tysięcy żołnierzy. Transport konny, czyli furmanki, miał być stosowany, jeśli dojazd ze wsi do stacji nie przekraczał 15 kilometrów, jednak w czasie wiosennych roztopów drogi nie nadawały się do takiej jazdy. Po przybyciu na stacje kolejowe, zatrzymani widząc długie szeregi ciężarówek i wozów pełnych rzeczy, zdali sobie sprawę, że trwa masowa deportacja Świadków Jehowy. Ponieważ deportacja odbyła się w niedzielę, na stację kolejową przychodziło wiele osób, aby okazać im swoje poparcie. Gdy wagon był pełny, odbył się apel i drzwi zostały zamknięte. Śpiewy dochodzące z wagonów, poruszały tych, którzy pozostali.
Przed odjazdem pociągu miejscowi urzędnicy spisywali zdeponowane rzeczy osobiste. Często jednak uwzględniali tylko przedmioty małowartościowe, natomiast cenne po prostu „znikały”.
Do operacji na terenie Mołdawskiej SRR oddelegowano 177 funkcjonariuszy bezpieczeństwa państwowego z Moskwy, Kaługi, Kostromy, Rostowa, Jarosławia, Kurska, Gorkiego, Woroneża, Krasnodaru, Stawropola i ukraińskiej SRR. Ogółem w akcji wzięło udział 2698 osób, w tym 546 funkcjonariuszy MSP, 1127 żołnierzy MSP, 275 policjantów i 750 członków partii. W przeddzień operacji, w nocy, pod różnymi pretekstami, żołnierze byli przenoszeni we wcześniej ustalone miejsca.
Informowano, że w niektórych regionach brakowało oficerów, na przykład w Obwodzie Zakarpackim Ukraińskiej SRR. Według wywiadu mieszkało tam 929 rodzin Świadków Jehowy, ale tylko 590 funkcjonariuszy Ministerstwa Bezpieczeństwa Państwowego lub Ministerstwa Spraw Wewnętrznych było w stanie poprowadzić grupę operacyjną. Brakowało też szeregowych funkcjonariuszy policji, więc wymagało to przeniesienia w to miejsce całego pułku w liczbie 1858 osób.
W aktach archiwalnych, ani we wspomnieniach ocalałych nie ma wzmianki o oporze ze strony Świadków Jehowy, ani o konieczności użycia przeciwko nim siły fizycznej lub broni.
Domy, w których mieszkali wygnańcy, zamieniono na wiejskie szkoły, przedszkola i czytelnie. Meble, budynki pomocnicze, urządzenia, duże instrumenty, środki transportu, ogrody, winnice, bydło, zboża i uprawy techniczne – wszystko to podlegało bezwarunkowej konfiskacie i przekazaniu kołchozom. Zajęto Biblie i inne książki, które znajdowały się w posiadaniu deportowanych.
Do transportu deportowanych używano wagonów towarowych do przewozu bydła (6,4 m długości i 2,7 m szerokości, a ich powierzchnia wynosiła 17,5 m kwadratowych). Każdy wagon miał przewozić 40 osób w różnym wielu. Na niektóre załadowano od 25 do 50 osób.
Według danych z dokumentów utworzono 9 składów pociągów po 50 wagonów z Ukraińskiej SRR oraz 2 składy z Mołdawskiej SRR. Dla deportowanych z Litewskiej SRR, Łotewskiej SRR i Estońskiej SRR utworzono jeden skład, który nie był wystarczająco duży, a wagony były przepełnione. W oficjalnej korespondencji za braki wagonów odpowiadało Ministerstwo Transportu. Każdemu konwojowi towarzyszył konwój składający się z 36 żołnierzy i oficerów. Obecnie brak jest informacji o wygnaniu 153 rodzin Świadków Jehowy z Białoruskiej SRR.
Pociąg wiozący deportowanych z terenów nadbałtyckich ustawiono w Pskowie. Dołączyli do dwóch wagonów zestawionych oddzielnie z miast Valga i Võru oraz wagonów z terenów Łotewskiej SRR i Litewskiej SRR.
Deportowani przez dwa, trzy tygodnie, pod eskortą wojska, jechali stłoczeni w pociągach towarowych – w wagonach bydlęcych – zanim dostali się na Syberię; ponad 5000 km od swoich domów. Nikt z deportowanych nie wiedział, gdzie zostanie wywieziony. W czasie podróży deportowani modlili się, śpiewali pieśni Królestwa i organizowali wzajemną pomoc, m.in. w posiłkach i opiece medycznej. Niektórzy wywieszali na wagonach napisy lokalizujące ich dotychczasowy rejon zamieszkania, np.: Jesteśmy Świadkami Jehowy z Wołynia lub Jesteśmy Świadkami Jehowy spod Lwowa. W czasie postojów na stacjach można było zobaczyć wiele tak oznakowanych przez nich składów pociągów, dzięki czemu zesłańcy orientowali się, że deportacją objęto ich współwyznawców z wielu terenów ZSRR. Świadkowie Jehowy wzmocnili się modlitwami i pieśniami. Nie było widać płaczu. Dowódcy konwojów wielokrotnie próbowali powstrzymać ich śpiew. Często, śpiew zaczynał się w jednym wagonie, a potem do niego włączał się cały pociąg. Żołnierze przeklinali, walili kolbami karabinów w boki wagonów, ale nie można było powstrzymać śpiewu. Wśród wygnańców panował duch wzajemnego wsparcia i pomocy.
Według ich późniejszych relacji, po dotarciu na miejsce zsyłki niektórych z nich wysadzono z pociągu w środku lasu. Dawano im siekiery, żeby zbudowali sobie schronienia i samodzielnie stworzyli warunki egzystencji. Kilka pierwszych zim przeżyli w ziemiankach krytych darnią. Mieszkając w lesie, często musieli jeść pokrzywy i korę drzew. Wielu zmarło z powodu głodu i różnych chorób.
Deportowani od 16 roku życia byli zobowiązani do pracy. Jednak nawet dzieci w wieku powyżej 12 lat były rekrutowane do pracy. W czasie ciężkiej pracy pocieszali się biblijną nadzieją na wyzwolenie. Deportowani mogli swobodnie poruszać się w promieniu czterech kilometrów. Podróże do sąsiednich wiosek lub ośrodków regionalnych wymagały uzasadnionego powodu i specjalnego pozwolenia z biura komendanta. Większość jednak osadzono w łagrach.
Pociągi były rozładowywane na stacjach Asino, Mieżeninowka, 34. Razjezd, Bogaszewo, Tomsk i Tugan w obwodzie tomskim; na stacjach Aczyńsk, Reszoty i Abakan na terytorium Kraju Krasnojarskiego; w Zimie, Tułun, Zalari, Tajszet i innych w obwodzie irkuckim. Według dokumentów archiwalnych z 13 i 14 kwietnia 1951 roku zesłańcy z Mołdawskiej SRR zostali wysadzeni na stacjach Bogaszewo (193 osoby), Tugan (175 osób) i Asino (2251 osób) w obwodzie tomskim.
Deportowani z terenów nadbałtyckich zostali wysadzeni w obwodzie tomskim: 270 osób z Estońskiej SRR i 53 osoby z Łotewskiej SRR wysiadło na stacji 34. Razjezd, a 151 osób z Litewskiej SRR na stacji Mieżeninowka. Na trasie nie było ucieczek ani prób ucieczki.
Plany polegały na rozładowaniu deportowanych z Ukraińskiej SRR na stacjach Abakan i Reszoty na terytorium Kraju Krasnojarskiego, Tomsk i Asino w obwodzie tomskim, Zima, Tułun, Zalari, Angara i Tajszet w celu przekazania ich do obwodu brackiego i irkuckiego.
Z Mołdawskiej SRR 1 kwietnia 1951 roku deportowano 2617 osób (723 rodziny) do odległego o około 4500 km Tomska na zachodzie Syberii. Z zachodniej Ukrainy wywieziono na Syberię ponad 6300 osób, m.in. na Olchon, największą wyspę na jeziorze Bajkał. Z Estońskiej SRR grupę 270 osób przewieziono do znanego zespołu łagrów w Workucie w republice Komi. Z Łotewskiej SRR, Białoruskiej SRR i Litewskiej SRR kierowano w okolice Tomska.
W sumie z terenu całego ZSRR deportowano 9793 osoby. Przewieziono ich na Syberię w specjalnych pociągach towarowych. Mężczyzn i kobiety osadzono w osobnych łagrach. Na przykład w latach 1959–1966 ponad 450 z 600 więźniów Obozu Pracy nr 1 w Mordowii było Świadkami Jehowy. Obóz nr 10 we wsi Udarny (obecnie PKU IK-10 Federalnej Służby Więziennej Rosji w Republice Mordowii) miał bardziej surowe warunki i przebywało w nim co najmniej 100 Świadków Jehowy.
W roku 1951 władze planowały również deportację Świadków Jehowy z ukraińskiego Obwodu Zakarpackiego. Sprowadzono nawet puste pociągi towarowe, jednak z nieznanych powodów zamiaru tego zaniechano. 254 rodziny uniknęły deportacji. Z jakiegoś powodu, po deportacji z samego obwodu stanisławowskiego, władze obliczyły później, że pozostało tam jeszcze około 450 Świadków Jehowy. W 1951 roku w specjalnych osiedlach przebywało już 10 387 Świadków Jehowy.
Zsyłano wszystkich, których zastano w domu, bez względu na podeszły wiek czy zły stan zdrowia, w tym również kobiety w zaawansowanej ciąży. Osób, których nie zastano w domu, nie próbowano już odszukać, a jeśli usiłowały one połączyć się z wywiezionymi rodzinami, nie odpowiadano na ich prośby, ani nie informowano o miejscu pobytu krewnych. Zesłanie miało być dożywotnie, stąd zakładano, że Świadkowie Jehowy już nigdy nie opuszczą miejsca zsyłki.
W rezultacie tej akcji Świadkowie Jehowy pojawili się w miejscach, gdzie wcześniej nikt o nich nie słyszał. Na Syberii zorganizowano małe zbory i rozpoczęto ostrożną działalność kaznodziejską. Po pewnym czasie pomimo sprzeciwu i działań prewencyjnych KGB, Świadkami Jehowy zaczęli zostawać miejscowi mieszkańcy.
W roku 1961 Walter Kolarz w książce Religion in the Soviet Union pisał o operacji Północ: „To nie był koniec „Świadków” w Rosji, ale dopiero początek nowego rozdziału w ich działalności. Próbowali nawet szerzyć swoją wiarę, zatrzymując się na stacjach w drodze na wygnanie (...). Deportując ich rząd radziecki nie mógł zrobić nic lepszego dla szerzenia ich wiary. Z odizolowanych wiosek [w zachodnich republikach radzieckich] „Świadkowie” zostali przeniesieni na szerszy świat, nawet jeśli był to tylko straszny świat obozów koncentracyjnych i niewolniczej pracy”.
Kazachski religioznawca Artur Artemjew, zauważył, że żadne sowieckie metody – choćby najbardziej brutalne – nie doprowadziły do zniszczenia wspólnoty religijnej Świadków Jehowy ani nawet nie osłabiły ich gorliwości. Walerij Borszczow, obrońca praw człowieka z Moskiewskiej Grupy Helsińskiej: „Prześladowania jedynie wzmacniają Świadków Jehowy. Władze powinny to zrozumieć”.
Łączna liczba deportowanych wzrosła z planowanych 8576 do 9793 osób, w tym z:
- Ukraińskiej SRR – 6308 osób;
- Białoruskiej SRR – 394 osoby;
- Mołdawskiej SRR – 2617 osób;
- Łotewskiej SRR – 53 osoby;
- Litewskiej SRR – 151 osób;
- Estońskiej SRR – 270 osób.

## Petycja do władz
W roku 1956 prawie 500 000 uczestników 199 kongresów z całego świata wysłało do ówczesnych władz ZSRR petycję o wolność religijną dla współwyznawców, przetrzymywanych w przeszło 50 obozach pracy. Zawierała ona m.in. stwierdzenie, że Świadkowie Jehowy są przetrzymywani w przeszło 50 obozach w europejskiej części Rosji, na Syberii, na wybrzeżu Oceanu Arktycznego, a nawet na arktycznym archipelagu Nowa Ziemia (...) W Ameryce i w innych krajach zachodnich Świadków Jehowy nazywa się komunistami, a w krajach komunistycznych imperialistami (...) Rządy komunistyczne oskarżają ich, że są 'imperialistycznymi szpiegami’, i skazują nawet na 20 lat więzienia. Ale oni nigdy nie angażowali się w żadną działalność wywrotową. Oprócz domagania się przywrócenia im wolności, petycja zawierała również wezwanie do przyznania prawa do otrzymywania i wydawania czasopisma Strażnica – w języku rosyjskim i ukraińskim, a w razie potrzeby także w innych językach – jak również pozostałych publikacji biblijnych, których Świadkowie Jehowy używają na całym świecie. Petycja ta nie przyniosła jednak żadnej ulgi ze strony władz dla większości zesłańców. Jednak uwięzionych w zakładach karnych estońskich Świadków Jehowy zwalniano na podstawie amnestii oraz pozwalano im powrócić do domu.
Rok później około 40% wszystkich głosicieli w ZSRR stanowiły osoby, które zaznajomiły się z religią Świadków w więzieniach i obozach pracy.
W roku 1958 Świadkowie Jehowy przebywający w łagrach na Syberii konspiracyjnie nagrali pieśni i pozdrowienia, które potem zostały przemycone przez małżeństwo Świadków Jehowy z Polski, przebywające na wakacjach w Rosji. Informacja o nagraniu i planie wywiezienia go w wyniku działań konfidentów dotarła do służby bezpieczeństwa. Mimo kilkukrotnej rewizji i długiego przesłuchania osób wywożących nagranie przez służbę bezpieczeństwa, dotarło ono do Nowego Jorku i zostało odtworzone na tamtejszym kongresie międzynarodowym pod hasłem „Wola Boża” w trakcie przemówienia Alfreda Rütimanna „Za żelazną kurtyną”.
W roku 1959 setki głosicieli trafiło do specjalnego obozu pracy w Mordwie, w którym przetrzymywano około 600 więźniów. W pewnym okresie przebywało w tym obozie około 450 Świadków Jehowy równocześnie.

## Amnestia

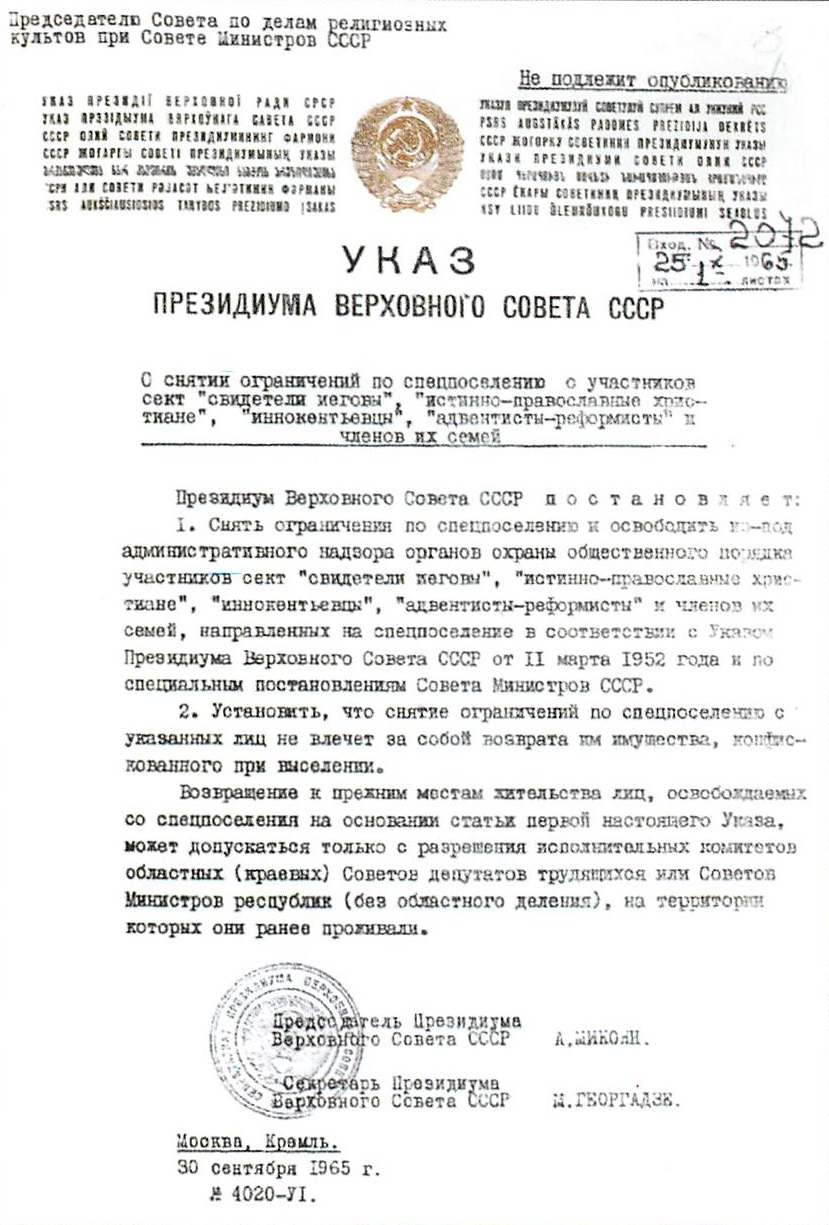
Dekret nr 4020-U1 z 30 września 1965 roku

Niespodziewane odsunięcie od władzy Nikity Chruszczowa w 1964 roku zapoczątkowało proces ograniczania represji wobec Świadków Jehowy. W dniu 30 września 1965 roku, dekretem nr 4020-U1, Prezydium Rady Ministrów ZSRR anulowało specjalne rozwiązania ograniczenia dla deportowanych członków wyznania oraz ich rodzin. Jednakże dekret ten, podpisany przez Anastasa Mikojana, stwierdzał, że nie będzie odszkodowania za skonfiskowane mienie, a sam powrót do poprzedniego miejsca zamieszkania będzie podlegał zatwierdzeniu przez administrację lokalną.
Choć wydano ten dekret, Świadkowie Jehowy nadal byli przedmiotem prawnego prześladowania ze względu na przekonania religijne, klasyfikowane jako antysowieckie.
Świadkowie Jehowy zostali zalegalizowani w ZSRR w 1991 roku, a po jego rozpadzie również w większości byłych republik radzieckich. Osoby, które zostały deportowane oraz otrzymały wyroki skazujące, zostały zrehabilitowane jako ofiary sowieckich represji politycznych. Prezydent Federacji Rosyjskiej Borys Jelcyn zatwierdził dekret z dnia 3 marca 1996, w sprawie rehabilitacji kapłanów i wiernych, którzy stali się ofiarami nieuzasadnionych represji (О мерах по реабилитации священнослужителей и верующих, ставших жертвами необоснованных репрессий).
W rezultacie po 1965 roku Świadkowie Jehowy zaczęli masowo opuszczać Syberię. Wkrótce większość z nich osiedliła się w różnych miejscach na terenie ZSRR, gdyż nie zezwolono im na powrót w rodzinne strony. Decyzja władz przyczyniła się do rozpoczęcia działalności kaznodziejskiej na nowych terenach, m.in. w regionie Krasnodaru i Stawropola, Zakaukazia i Azji Środkowej. Za ich przykładem poszli Syberyjczycy, którzy zostali Świadkami Jehowy. Jednocześnie wielu Świadków Jehowy deportowanych na Syberię zdecydowało się tam pozostać.

## Film oOperacji Północ
W kwietniu 2001 roku, w Moskwie, miała miejsce premiera filmu dokumentalnego Wierni w obliczu prób – Świadkowie Jehowy w Związku Radzieckim z okazji 50. rocznicy ukazanych w nim wydarzeń. W tym samym roku film został zaprezentowany również przez rosyjskie stacje telewizyjne m.in. w Sankt Petersburgu, Omsku oraz na Ukrainie w Winnicy, Kerczu, Melitopolu i we Lwowie. Film ten jest dostępny w 32 językach. W 2003 roku na festiwalu filmowym Telly Award zdobył brąz w kategorii – Historia/Biografia.

## Wystawy i konferencje poświęconeOperacji Północ
Na okolicznościowym znaczku wydanym 14 czerwca 2007 roku przez Pocztę Estońską, widnieje data 1 kwietnia 1951 roku. Umieszczona na nim liczba 382 nawiązuje do deportowanych w tym dniu Świadków Jehowy z Estonii, ich dzieci, a nawet niektórych bliskich i sąsiadów niebędących ich współwyznawcami.
26 kwietnia 2012 roku w Warszawie odbyła się międzynarodowa konferencja naukowa Narracja i pamięć. Konstrukcje i destrukcje tożsamości, na której wygłoszono temat Świadkowie Jehowy na Syberii – ustne narracje wspomnieniowe zesłanych za wiarę. W programie Międzynarodowej Konferencji „Kresowe dziedzictwo – narody, wyznania, kultura”, która odbyła się 8 listopada 2012 roku w Przemyślu przedstawiono wykład „W tych czasach była i wolność i prześladowanie”. Kulturowe narracje Świadków Jehowy z Kresów.
24 października 2016 roku w Bibliotece Regionalnej w Irkucku odbyła się konferencja „Teoria i praktyka realizacji etniczno–wyznaniowych stosunków w regionie Irkucka”, opisująca historię Świadków Jehowy w regionie Bajkału, którzy zostali tam przesiedleni w rezultacie Operacji Północ. 25 października 2017 roku na ogólnopolskiej konferencji naukowej Pamięć Kresów. Kresy w pamięci organizowanej przez Instytut Pamięci Narodowej w Gliwicach, w wykładzie „Mieliśmy wszystko (...), wszystko, co było potrzebne”. Kresy w pamięci Świadków Jehowy deportowanych na Syberię przedstawiono historię Operacji Północ.
1 kwietnia 2021 roku religioznawcy i działacze na rzecz praw człowieka w centrum prasowym Rosbalt w Moskwie zorganizowali konferencję prasową „70. rocznica operacji Północ. Lekcje represji”. Tego samego dnia podobna konferencja odbyła się w Kiszyniowie w Mołdawii. Została zorganizowana przez Instytut Historii Mołdawskiej Akademii Nauk, Uniwersytet im. Alecu Russa w Bielcach i Uniwersytet im. Bogdana Petriceicu Hasdeu w Kagule. 6 kwietnia 2021 roku Stowarzyszenie Memoriał zorganizowało w Sankt Petersburgu konferencję pt. „70. rocznica operacji Północ”, która była również transmitowana online. 8 i 9 kwietnia 2021 roku w Kijowie odbyła się seria konferencji online pt. „Operacja Północ 70 lat później: ważne wnioski płynące z represji wobec wiary”. W pierwszy dzień konferencji udział wzięło czternastu uczonych z sześciu krajów (w tym dr Tomasz Bugaj z Instytutu Nauk o Kulturze Wydziału Humanistycznego Uniwersytetu Śląskiego). Uczeni zwrócili uwagę na podobieństwo między przyczynami Operacji Północ a współczesnym prześladowaniem Świadków Jehowy w Rosji. 8 kwietnia 2021 roku w języku rosyjskim, angielskim i ukraińskim uruchomiono stronę internetową 1951deport.org, na której umieszczono dokumenty, publikacje, filmy i relacje dotyczące operacji Północ. Projekt ten zawiera też możliwość wirtualnego zwiedzenia wystawy „70 lat Operacji Północ” w 3D.

## Znane osoby deportowane
- Rodzina Zinaidy Greceanîi, byłej premier Mołdawii, przewodniczącej Parlamentu Republiki Mołdawii